# Phyllodinus sauteri
Phyllodinus sauteri är en insektsart som beskrevs av Frederick Arthur Godfrey Muir 1917. Phyllodinus sauteri ingår i släktet Phyllodinus och familjen sporrstritar. Inga underarter finns listade i Catalogue of Life.